# 近江高等学校
近江高等学校（おうみこうとうがっこう）は、滋賀県彦根市松原町大黒前にある私立高等学校。スクールカラーは琵琶湖の青。2018年（平成30年）11月に創立80周年を迎えた。

## 教育方針
私学としての独自性をもち、生徒の進路希望・能力・適性に応じ、豊かな個性と明朗闊達で誠実・勤勉な人物を育て、もって将来社会の発展に貢献できる人材を育成する。

## 教育目標
- 自らを重んじ、他を敬愛する精神を涵養する。
- 真理を学び、叡智を深める。
- 身体を鍛え、気力を養う。
- 自治と協力・奉仕の精神を培う。

## 沿革
- 1938年（昭和13年）4月1日 - 初代理事長・夏川嘉久次が彦根市西馬場町（元近江絹絲紡績・彦根工場敷地内）に近江實修工業學校創立
- 1941年（昭和16年）12月5日 - 彦根市長曽根町に近江高等女學校創立
- 1942年（昭和17年）1月8日 - 彦根城内に近江實修工業學校移転
- 1948年（昭和23年）3月20日 - 学制改革により近江實修工業學校および近江高等女學校を併合し、近江高等学校（定時制）を創立、工業科・普通科を置く
- 1952年（昭和27年）3月10日 - 商業科（定時制）設置
- 1956年（昭和31年）11月5日 - 普通科（全日制）設置
- 1958年（昭和33年）12月10日 - 家政科（全日制）設置
- 1960年（昭和35年）3月7日 - 商業科（全日制）設置
- 1982年（昭和57年）3月17日 - 金亀校舎から松原新校舎へ全面移転
- 1988年（昭和63年）10月20日 - 教育研究棟完成
- 1989年（平成元年）11月22日 - 夏川記念会館（教育ホール）完成
- 1991年（平成3年）6月27日 - 第2グラウンド完成
- 2005年（平成17年）8月24日 - 白帆会館（セミナーハウス）、青和寮（学生寮）完成
- 2006年（平成18年）4月1日 - 第2青和寮（学生寮）完成

## 創立者

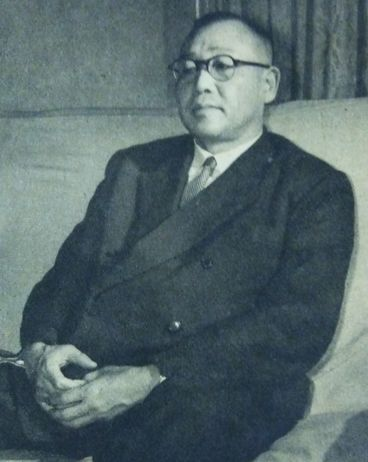
夏川嘉久次

本校の前身のひとつである「近江実習工業学校」創立者の夏川嘉久次（1898－1959）は、昭和期に活躍した実業家。郷土の繁栄のため琵琶湖の水を利用した事業として、「八幡製糸」（滋賀県八幡町宇津呂村。創業西川重威・岡田八十次）から購入した屑繭や屑糸を用いて絹糸紡績をおこなう「近江絹綿」の創業者・夏川熊次郎の次男として彦根市に生まれ、彦根中学校（現滋賀県立彦根東高等学校）を中退して、1918年に父の会社（1920年に「近江絹糸紡績」と改称。現オーミケンシ）に入り、1930年に急逝した父親に代わって社長に就任し、大手紡績会社に成長させた。1938年に近江実習工業学校を設立。1959年没する。
もうひとつの前身「近江高等女学校」の設立者は財団法人近江育英舎。

## 学科・コース
普通科
- アカデミーコース - 少人数で大学受験に特化したカリキュラムによる1日8限の授業を行うことで、難関国公立大学や最難関私立大学、医歯薬系大学への現役ストレート合格を目指す県内屈指の特進コース
- アドバンスコース - 2年次から理系進学・文系進学のいずれかを選択し、文武両道で難関大学進学を目指す準特進コース
- グローバル探究コース
- プロスペクトコース - 2年次からスポーツ系・情報系のどちらかを選択し、学校設定教科も取り入れて明確な職業観を持って進学・就職に備えるコース

商業科
- 23年度入学生より廃止。

## クラブ活動
- ★硬式野球
  - 春の選抜大会に6回、夏の全国選手権大会に17回出場している。
  - 2001年夏（第83回）には滋賀県勢として初の決勝進出を果たした。
  - また2022年春（第94回）は、当初は近畿地区の補欠校だったが、京都国際高等学校の出場辞退に伴い繰り上げ出場し、滋賀県勢として初のセンバツでの決勝進出を果たした[6]。
- ★柔道（男子）
  - インターハイや全国高等学校柔道選手権大会に出場している。
- ★男子バレーボール
  - 春の高校バレーに36回、高校総体に40回出場している。
- ★女子バレーボール
  - 春の高校バレーに13回、高校総体に16回出場している。
- ★卓球（男子）
- ★陸上競技
- ハンドボール
- ★サッカー(男子）
  - 強化5年目で滋賀県代表として第99回全国高校サッカーに初出場した。
  - 第102回全国高校サッカー選手権で、県勢としては野洲高校以来となるベスト4進出を果たし、初の国立行きを決めた。決勝では青森山田高校に敗れ準優勝に終わった。
- 硬式テニス
- バドミントン
- 弓道
- ★吹奏楽
- 華道
- 軽音楽
- 書芸
- ダンス(女子)
- ESS
- 新聞

★は強化指定部

## 生徒会
- 生徒会執行部
- 学級委員
- 文化委員
- 風紀委員
- 美化委員
- 厚生委員
- 図書委員
- 保健委員
- 体育委員

## 著名な出身者
- 山元勉（政治家）
- 横手文雄（政治家）
- 鳥丸軍雪（ファッションデザイナー）
- 尾木直樹（教育評論家）※高松第一高等学校へ転校
- 大岳宗正（力士）※2年時に中退
- 津田篤宏（ダイアン）
- こうじょう雅之（芸術家）
- 天華えま（元宝塚歌劇団星組男役）
- 上原美佐（元女優）※日出女子学園高等学校へ転校
- 山本篤 (総合格闘家)
- 竹村俊二（サッカー選手）
- 山内舟征（サッカー選手）

### 野球
- 村西辰彦
- 木谷寿巳
- 島脇信也
- 竹内和也
- 伊奈龍哉
- 小熊凌祐
- 植田海
- 京山将弥
- 土田龍空
- 北村恵吾
- 林優樹
- 山田陽翔

### バレーボール
- 古井千恵美
- 川畑愛希
- 高橋千晶
- 丸山亜季
- 田中浩二（シッティングバレーボール）

## 著名な教職員・関係者
- 多賀章仁（副校長・社会科教諭、硬式野球部総監督）
- 前田高孝（保健体育科・英語科教諭、サッカー部監督）
- 近藤高代（保健体育科教諭、陸上競技部顧問）

## その他
- 2013年6月23日に体育館で歌のリレーでギネスに挑戦が開催された。1人が歌の1節を歌っていき次にリレーしていく方法で264人が「ABCのうた」を2回、「ほたるこい」を3回、「ハッピーバースデイ」を4回歌った。[7][8]